# 鷺梁津水産市場
鷺梁津水産市場（ノリャンジンすいさんしじょう）は、ソウル特別市銅雀区鷺梁津洞にある魚市場。地上二階と地下一階からなっており700店以上の店が並んでいる。買った魚を地下の食堂で調理することもできる。最寄り駅はソウル交通公社1号線鷺梁津駅。
1927年（昭和2年）、ソウル駅付近の義州路で京城水産株式会社が開場したのが始まりで、1971年6月に韓国冷蔵が現位置に市場を開設。その後、ソウル水産や鷺梁津水産株式会社など民間会社数社が運営、2002年に水産業協同組合中央会（水協）が鷺梁津水産市場と冷蔵倉庫を入手・運営するようになり現在に至っている。
水協は老朽化した旧市場の横に近代的な新市場を建設し、2016年新市場がオープンしたが、一部商人は移転に反対して旧市場で営業を継続しており、退去を巡り法廷闘争になっている。2019年8月9日、裁判所による強制執行により、最後まで残っていた店舗が強制撤去され、旧市場は解体されることになった。